# Polythore boliviana
Polythore boliviana – gatunek ważki z rodziny Polythoridae. Występuje na terenie Ameryki Południowej.